# Valongo
Valongo ist eine Gemeinde und Stadt in der portugiesischen Region Norte.

## Geschichte
Funde belegen eine vorgeschichtliche Besiedlung nur auf den höher gelegenen, gut zu verteidigenden Punkten. Insbesondere die Ausgrabungen in der Serra de Santa Justa sind dabei zu nennen. Später haben sich die Bewohner auch in tiefer gelegenen Gebieten niedergelassen, um in den wasserreichen Ebenen Landwirtschaft zu betreiben. Mit der Ankunft der Römer sind hier bedeutendere Aktivitäten zu belegen. So wurden hier große Mengen Gold in Minen abgebaut.
Der heutige Ort entstand vermutlich erst im Verlauf der Reconquista. Das heutige Kreisgebiet gehörte 1258 zu den beiden Verwaltungsgebieten Aguiar de Sousa (Gemeinden Campo und Sobrado) und Maia (Gemeinden São Vicente da Queimadela, Valongo und São Lourenço de Asmes). Wassermühlen in den Flüssen und die fruchtbaren Böden sorgten für eine rege landwirtschaftliche Tätigkeit und einer regional bekannten Backtradition.
Valonge erlebte starke Zerstörungen durch französische Truppen während der Napoleonischen Invasionen Anfang des 19. Jahrhunderts sowie durch die Auseinandersetzungen um die Brücke Ponte Ferreira während des Miguelistenkrieges zwischen Liberalen und Absolutisten.
Im Verlauf der Verwaltungsreformen nach der Liberalen Revolution 1822 und dem Bürgerkrieg 1832–1834 wurde die Gemeinde Valongo 1836 zum Sitz eines eigenständigen Kreises, und 1837 zur Kleinstadt (Vila) erhoben. Bis ins 20. Jahrhundert hielt danach eine Entwicklung des Handels und der Industrie an, die durch die Ankunft der Eisenbahn weiter begünstigt wurde und bedeutendes Bevölkerungswachstum mit sich brachte. Lediglich die Gemeinden Campo und Sobrado blieben überwiegend landwirtschaftlich geprägt. 1990 wurde Valongo zur Stadt (Cidade) erhoben.

## Verwaltung

### Der Kreis
Valongo ist Sitz eines gleichnamigen Kreises (Concelho) im Distrikt Porto. Am 19. April 2021 hatte der Kreis 94.672 Einwohner auf einer Fläche von 75,1 km².
Die Nachbarkreise sind (im Uhrzeigersinn im Norden beginnend): Santo Tirso, Paços de Ferreira, Paredes, Gondomar sowie Maia.
Mit der Gebietsreform im September 2013 wurden die Gemeinden (Freguesias) Campo und Sobrado zur neuen Gemeinde União das Freguesias de Campo e Sobrado zusammengefasst. Der Kreis besteht seither aus den folgenden drei Gemeinden:
Die folgenden Gemeinden (Freguesias) liegen im Kreis Valongo:

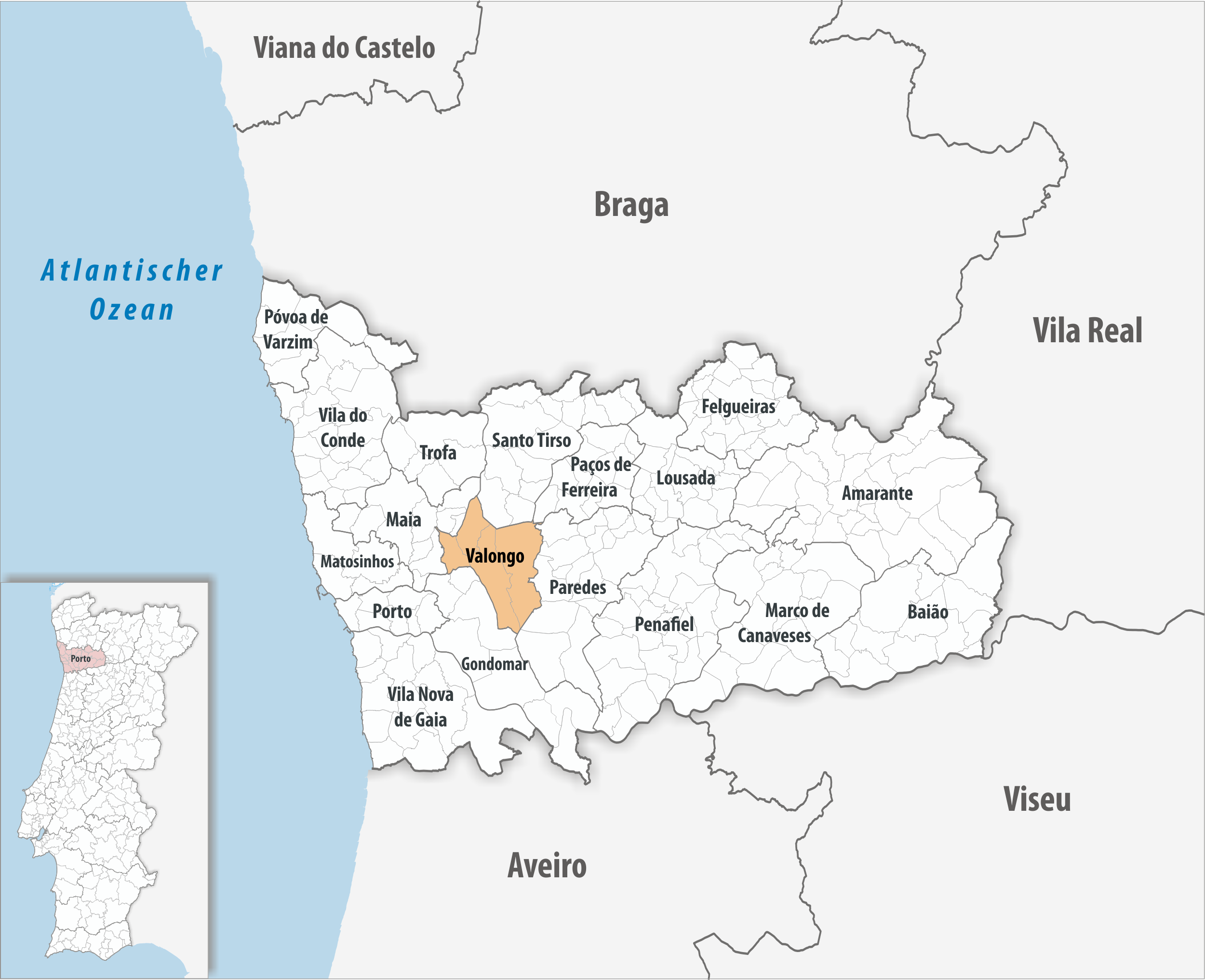
Kreis Valongo

| Gemeinde        | Einwohner (2021) | Fläche km² | Dichte Einw./km² | LAU- Code |
| --------------- | ---------------- | ---------- | ---------------- | --------- |
| Alfena          | 14.438           | 11,11      | 1.300            | 131501    |
| Campo e Sobrado | 15.276           | 32,27      | 473              | 131506    |
| Ermesinde       | 39.076           | 7,65       | 5.106            | 131503    |
| Valongo         | 25.882           | 24,10      | 1.074            | 131505    |
| Kreis Valongo   | 94.672           | 75,13      | 1.260            | 1315      |

### Bevölkerungsentwicklung
| Einwohnerzahl im Kreis Valongo (1849–2011) | Einwohnerzahl im Kreis Valongo (1849–2011) | Einwohnerzahl im Kreis Valongo (1849–2011) | Einwohnerzahl im Kreis Valongo (1849–2011) | Einwohnerzahl im Kreis Valongo (1849–2011) | Einwohnerzahl im Kreis Valongo (1849–2011) | Einwohnerzahl im Kreis Valongo (1849–2011) | Einwohnerzahl im Kreis Valongo (1849–2011) | Einwohnerzahl im Kreis Valongo (1849–2011) |
| ------------------------------------------ | ------------------------------------------ | ------------------------------------------ | ------------------------------------------ | ------------------------------------------ | ------------------------------------------ | ------------------------------------------ | ------------------------------------------ | ------------------------------------------ |
| 1849                                       | 1900                                       | 1930                                       | 1960                                       | 1981                                       | 1991                                       | 2001                                       | 2011                                       |                                            |
| 8109                                       | 11.853                                     | 17.239                                     | 33.300                                     | 64.234                                     | 74.172                                     | 86.005                                     | 97.753                                     |                                            |

### Kommunaler Feiertag
- 24. Juni

### Städtepartnerschaften
- Mé-Zóchi (Trindade), São Tomé und Príncipe
- Trélazé, Frankreich
- Luanda, Angola
- Fortaleza, Brasilien[6]

## Verkehr
Valongo liegt an der Eisenbahnstrecke Linha do Douro. Im Bahnhof Valongo halten die Vorortzüge der CP Urbanos do Porto.
Die Stadt ist über ihren Anschluss an die Autobahn A4 mit dem Fernstraßennetz des Landes verbunden.

## Söhne und Töchter der Stadt
- António Dias de Oliveira (1804–1863), Politiker und 1837 kurzzeitig Premierminister von Portugal
- Fernando Moreira, Radrennfahrer, Sieger der Portugal-Rundfahrt 1948
- Alberto Ribeiro (1920–2000), Fado-Sänger und Schauspieler
- Joaquim Leão (* 1943), Radrennfahrer, Sieger der Portugal-Rundfahrt 1964
- Luís Ismael (* 1971), Schauspieler und Filmregisseur
- António Pereira (* 1975), Leichtathlet, olympischer Geher
- Adriano Pedro Bessa da Costa (* 1976), Fußballspieler
- Nuno Ribeiro (* 1977), Radrennfahrer, Sieger der Portugal-Rundfahrt 2003
- Josué Pesqueira (* 1990), Fußballspieler